# Fernando Sainz Merino
Fernando Sainz Merino, per antonomàsia «El Inhumano», (Logronyo, 1952) és un expolicia espanyol, que exercí tasques de lluita contra el terrorisme com a comissari de la Policia espanyola.

## Trajectòria
Un cop ingressà al cos, un dels seus primers destins fou la Brigada Regional d'Informació de Barcelona i, posteriorment, la Comissaria General d'Informació, des d'on participà directament en la lluita contra tot allò considerat com a terrorisme. L'any 1992 fou destinat a la Comissaria de Guipúscoa per a desenvolupar tasques de la mateixa naturalesa. Després de cinc anys, entre 1997 i 1999, fou designat comissari provincial de Guipúscoa, en substitució de Fernando Amo, càrrec que tornà a repetir l'any 2002. També fou cap de la Policia espanyola al País Basc entre 2012 i 2013.
Juntament amb Alfonso Simón Vinao, José Andrés Hernández Campo, David Juan León Romeo i Domiciano Martínez Honando fou un dels cinc policies reconeguts en roda de reconeixement com a autors de les tortures infligides l'any 1980 contra els militants d'EPOCA Xavier Barberà, Antoní Massaguer i Ferran Jabardo. Per aquesta raó, els agents foren denunciats però el judici no s'arribà a produir mai. Conseqüentment, les víctimes denunciaren el cas davant del Tribunal Europeu de Drets Humans i, el 1987, per primera vegada a la història, Espanya hi hagué de respondre per vulneració del Conveni Europeu de Drets Humans. El tribunal sentencià que s'havia vulnerat el dret a un judici just i condemnà l'Estat a indemnitzar els tres activistes, sense que hi hagués repercussions sobre els agents implicats perquè no s'hi jutja a persones físiques.
A la pel·lícula de 2024 La infiltrada, dirigida per Arantxa Echevarría, el personatge d'Ángel «El Inhumano», interpretat per Luis Tosar, està inspirat amb el comissari Fernando Sainz Merino.